# Mathæus Tobiassen
Mathæus Sebastian Adam Andreas Tobiassen (* 22. September 1911 in Kangeq; † unbekannt) war ein grönländischer Katechet und Landesrat.

## Leben
Mathæus Tobiassen war der Sohn von Jakob (1877–?) und seiner Frau Susanne Henriette Magdalene Josefsen (1877–?). Am 29. Juli 1936 heiratete er in Paamiut Cecilie Gundhild Karen Augusta Møller (1917–?), Tochter von Kristian Lars Daniel Habakuk Møller (1882–?) und seiner Frau Agathe Thale Eleonora Ane Petersen (1884–?).
Er lernte an Grønlands Seminarium von 1928 bis 1932. Später war er lange Zeit Oberkatechet in Paamiut. 1974 vertrat er bei zwei Sitzungen Ole Berglund im grönländischen Landesrat.